# 野呂英作

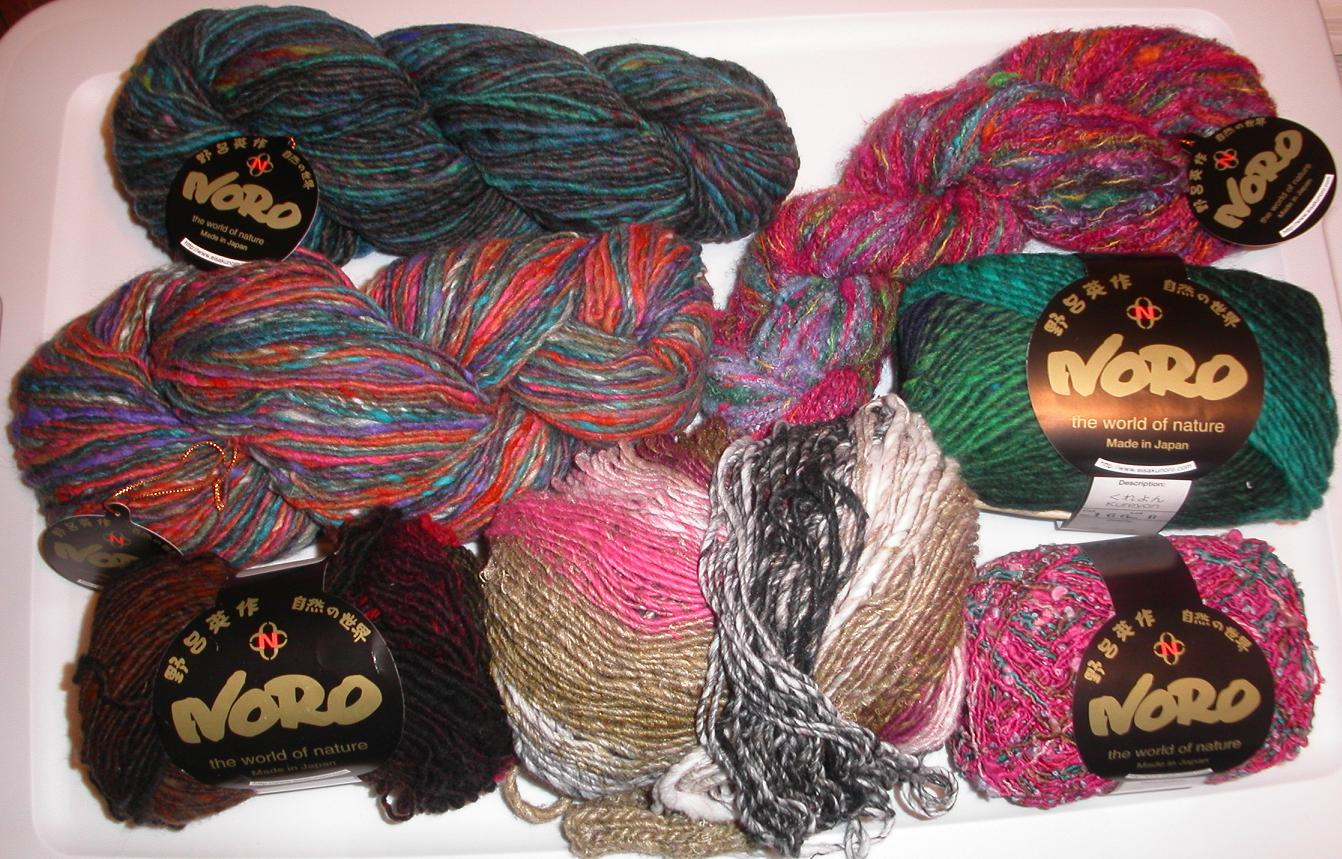
野呂英作の毛糸

野呂英作（のろ えいさく、1938年2月27日 - ）は、愛知県一宮市に存在する毛糸を製造する企業、またはその創設者。

## 株式会社 野呂英作

### 会社概要
株式会社 野呂英作(Eisaku Noro Company)は、手間のかかる独自の製法による「NORO」「野呂英作」ブランドの高級手編毛糸を世界的に販売している。2011年時点の社員は25名、その半数は女性。社長の野呂英作以外は全員編み物を習得しており、カタログの写真撮影なども社員で行っている。創業当時はオイルショックのためにコスト高となり販売が伸び悩んだ。生産された毛糸のうち2/3が海外で販売されており、2010年には海外の販売網は30カ国、2500店となっている。
- 所在 愛知県一宮市浅井町大日比野字下田55

### 設備
紡毛には欠かせない調合機、ていねいに糸を作るためのミュール紡績機や撚糸機、仕上げのための毛羽立て機など、染色工程を除く全ての製造設備を所有している。トップ染め染色は専属契約の工場に外注しているが、使用される染料も独自のものを指定している。各工程に専業する他社と比較すると非効率であるが、理想の商品の開発のために必要とされている。特殊な製品であるため、準備機やミュール紡績機などを社内で改良するなどして対応している。

### 製品の特徴
英フォークランド諸島やアルゼンチン・パタゴニアの羊毛、南アフリカ・東ケープ州のキッド・モヘア、ペルーのアルパカなど、厳選された羊毛を採用している。通常の毛糸は、糸になったのちに染色を施すが、同社の毛糸は羊毛の段階で染色を行う。提携先の染色工場で染色された羊毛は、手作業で解される。原糸に付いた異物もすべて手作業で取り除いている。解毛された原料は1分当たり5-10mという低速でスライバーにされる。染色した羊毛から原糸を紡ぎ、それをグラデーションがきれいに出るように並べるのも、職人の手作業である。複数色の羊毛を特殊な機械を使って寄り合わることにより、1本の糸に20-30色の色彩が使用され、グラデーションのようにミックスされ連続的に色調変化を呈する製品となっている。通常の紡績工程では、精紡段階で繊維の方向と太さや長さを一定に揃え均質な糸にするが、野呂では繊維を揃えず、繊維を不規則に配列し、長さや太さや色までも混在した状態の糸に仕上げるのが特徴。細く長い毛は二重三重に屈折して折れ曲がりながら糸の内部に入り込み、太い毛は屈折せずに表面に現れ、また短い毛は縦や横に重なって、独特のかさ高性や膨らみ感を出すのに役立つ。この特徴的な紡績法により、繊維表面の摩擦が少なく、繊維表面を傷めないので張りや弾力性を損なわずに、毛玉も形成しがたい毛糸となる。他社製品と比較すると同じ重量でもボリューム感があり、太さは色彩が均一ではなく素材感に溢れている。そのため初心者が編んでも、目の不ぞろいさが逆に趣深く仕上がり編みやすいとされる。

### 国内での販売
当初、同社の独創的な毛糸は全く売れなかったため、他社の下請け業務を行って経営を維持していた。商品には絶対の自信を持っていたが、どこの店舗に商品を持ち込んでも「愛知県の田舎から出てきた青年の変わった毛糸」という扱いであり、取り扱ってもらえないまま3年間が経過した。その後、横浜市のダイヤモンド地下街のとある店舗が野呂の熱意に根負けして商品を置いてくれることになった。店頭に置かれた製品は店主の予想を裏切り驚くように売れた。当時のダイヤモンド地下街は大きな販売力を持っていたため、ここでの売れ行きは大いに宣伝効果を発揮した。そのため、それまで相手にしてくれなかった他店からも声がかかるようになり、数年のうちに野呂英作は全国販売網を完成させることができた。

### アメリカでの販売
同社の製品は、「ノロ・ヤーン（毛糸）」として国内よりもむしろ欧米で有名である。最初の転機は1981年に大阪で開催された展示会であった。アメリカの毛糸流通業者であるシオン・エラロフは野呂英作の製品を目にした翌日に工場を訪問し、2日間見学を続けた。エラロフは野呂の毛糸を「非常に独創的」と評価し、彼を通じて、2年後にはアメリカの100店舗に同社製品が納入されるようになった。2007年にはアメリカでは年2回の展示会が開催され、700店舗以上で同社の毛糸が販売されている。

### 欧州での販売
アメリカでの成功を自信を深めた野呂は、欧州での販売強化のため、パリに現地法人を設立した。現地で採用した従業員とともにライトバンに乗り、小売店を1件1件訪問して顧客開拓を行った。当初はその独創性が評価され新規取扱店が次々と拡大していったが、それを脅威と捉えた現地の毛糸生産業者が小売店に圧力を掛け始め、結局この販売戦略は失敗することとなった。この件で単独での販売拡大の困難さを痛感した野呂は現地の代理店を通じた販売に切り替えている。2007年には、イギリスとドイツにもそれぞれ200店舗の小売店で取り扱いがある。イタリア・フィレンツェで開催されるニット用糸の専門見本市「ピッティ・フィラティ」にも2003年から出展されており、アルマーニやピエール・カルダンなどの著名ブランドも同社の製品を採用している。パリでの糸見本市、エクスポフィルにも出展されている。

### 特記事項
- 同社は愛知ブランド企業として認定されている[9][10][11]。
- 経済産業省 中小企業庁「明日の日本を支える 元気なモノ作り中小企業300社」2007年の1社として選考されている[12]。
- 1990年、ドイツでの品評会で水鳥の羽を使用した毛糸を出品し評判となった[3]。
- 南アフリカなどで産出する獣毛モヘアは日本に年間80トン程度輸入されるが[4]、同社は日本で最大のモヘア購入社となっている[4]。

## 創設者 野呂英作
三重県の出身。趣味はゴルフと絵画。岐阜県岐阜市在住。

### 起業まで
当時の日本は繊維工業が花形の時期であり、工業高校の紡織科に進学した野呂英作も繊維業に進むことを決めていた。工業高校を卒業後、地元の繊維会社に就職。早朝から深夜までがむしゃらに働いた野呂は社内外で評判され、若くして営業部長になった。

### 野呂英作の起業
35歳のときに周囲の反対を押し切って起業。「当時の全財産は親からもらった健康な体と英作という名前だけだった」ため、自分の本名をそのまま社名にした。1975年8月1日に株式会社「野呂英作」の経営者となった。野呂英作本人は編み物が出来ない。

### 経営方針
「効率は一切考えない」「デメリットのかたまり」「売れないものを作る」この3つを開発のポリシーとして語っている。その結果、世界中で同社以外では製造不可能な商品が生まれ、収益の安定に繋がった。コスト度外視の研究開発型で会社を運営したことが結果をもたらしたとされる。サラリーマン時代や自ら海外で営業回りをした経験より、業種ごとに仕事を分担する縦割り組織に否定的なスタンスを取っている。社員1人1人に、仕入れから企画・製造・営業まで、すべての仕事をこなすことを求める経営方針を堅持しているため、入社してから一人前になるまでには10年以上が必要になるが、攻めの体制のためには必要なことであるとしている。